# Ludia mauritiana
Ludia mauritiana là một loài thực vật có hoa trong họ Liễu. Loài này được J.F. Gmel. mô tả khoa học đầu tiên năm 1791.